# ゲオルゲ・タタレスク
ゲオルゲ・タタレスク（ルーマニア語: Gheorghe Tătărescu、1886年11月2日 - 1957年3月28日）は、ルーマニアの政治家。首相を2度（1934年1月3日 - 1937年12月28日、1939年11月25日 - 1940年7月4日）、外務大臣を3度（1934年、1938年、1945年3月6日 - 1947年12月29日）、国防大臣を1度（1934年）務めた。若年保守派の象徴であった彼は、イオン・ゲオルゲ・ドゥカに接近して反共主義に傾倒し、やがて国民自由党党首ディヌ・ブラティアヌや外務大臣ニコラエ・ティトゥレスクと政治闘争を展開した。1任目の頃にカロル2世へ接近し、鉄衛団らファシストに対して融和的な政策を執り、最終的に、国家復興戦線の傍らで権威主義的、協調組合主義的な政権を建てることに尽力した。1940年にソヴィエト連邦へのベッサラビア、北部ブコヴィナ割譲に合意、このことが原因で首相職を罷免された。
第二次世界大戦の開戦後、タタレスクはイオン・アントネスクらの独裁政権に対抗する政権の設立に動き、ルーマニア共産党との連合も模索した。1938年と1944年の二度、国民自由党から追放され、タタレスク派国民自由党を結成、ペトル・グローザ内閣に加わった。1946年から1947年にルーマニア代表団のリーダーとしてパリ講和会議に出席。その後、ルーマニア共産党が勢力を拡大する中で、党首と外務大臣の任を解かれた。ルーマニア人民共和国の発足後、タタレスクは政治犯として逮捕され、またルクレツィウ・パトラシュカヌの裁判に証人として召喚された。タタレスクは釈放後まもなく死亡した。
タタレスクは、1937年にルーマニア・アカデミーの名誉会員に選ばれていたが、1948年にルーマニア共産党により資格を剥奪された。兄弟の一人であったステファン・タタレスクは、ファシズム政党の国家社会主義党の党首であった。

## 来歴

### 若年期
ルーマニア王国のトゥルグ・ジウで生まれ、クラヨーヴァのカロル一世国民学校で学んだ。卒業後にフランスへ移り、1912年にルーマニアの議院内閣制に関する論文でパリ大学から博士号を授与された。その後はブカレストで弁護士として働いた。
国民自由党への参加後、1919年にゴルジュ県区から、初めて代議院に選出された。ルーマニア民族党、農民党連合内閣の下で内務大臣を務めていたニコラエ・ルプに対して、行政官が地方における社会主義者の扇動行為に対して融和的であることへの懸念を問いただしたのは有名である。
タタレスクは国民自由党内の「若年保守派」と呼ばれていた層に立ち、自由貿易主義とカロル2世による権威主義的な国家運営を主張し、保護貿易主義や自由民主主義を主張する指導者や、ゲオルゲ・ブラティアヌを指導者とする反体制的な派閥を批判した。
いくつかの国民自由党内閣下で内務次官を務める中で、タタレスクはイオン・ゲオルゲ・ドゥカに接近した。1924年から1936年にかけて、彼は強烈な反共主義者となり、ルーマニア共産党に対して激しく反対した。

### 内閣成立
1933年12月30日、前首相のドゥカが鉄衛団のメンバーによって暗殺されたため、1934年1月にタタレスクが首相に就任した（正式な移行まで5日間はコンスタンティン・アンジェレスク(ルーマニア語版)が首相職を代行した）。タタレスク内閣はカロル2世の治世下で成立した2つめの国民自由党の内閣であった。主流派からの支援を受ける試みが失敗したことで、カロル2世と若年保守派との繋がりは強固になり、王室独裁の成立の支援につながった。彼はまた、国民自由党高官とブカレスト市長デメトル・イオン・ドブレスクの闘争を止めるために、自身の権力を利用して、1934年1月18日にドブレスクを罷免した。

就任後しばらくは、世界恐慌からもたらされた経済危機のために、経済政策を中心におこない、未だ世界恐慌の影響は残っていたものの、それまでを超える勢いで経済成長が進んだ。これには、彼が推進した新たな経済関係が寄与したと言える。彼は、国を構成する州それ自体を経済活動の主たる仲介人に変化させ、営利事業を行うことを許可した。やがて、州にはアリスティド・ブランクやニコラエ・マラクサ、マックス・アウシュニットのような有力な実業家が支配するカマリリャが形成されるようになった。この過程で、タタレスクがカロル2世にへつらう立場であるらしい、ということが頻繁に彼をあざ笑う話題として持ち出されるようになった。以下に、敵対関係であった社会主義者ペトル・パンドレアの発言を引用する。
「タタレスクは自身の卑しい本性を隠すために堅苦しい人物像を見せていた。彼が（王と共に）公衆の面前を離れたとき、腰を前に出して、顔を後ろに見せて、デスクから扉まで、わざわざ背中を見せることをしなかった。（略）その様子を見て（略）、カロル2世は自身の個人的な補佐に叫んだ、私はどんな奴であれ政治家にキスさせるような尻は持ち合わせていない、と。」
タタレスクは、カロル2世と彼の弟のニコラエ・アル・ロムニエイの闘争にも介入し、ニコラエに対して、カロル2世が不釣り合いだと考えておりルーマニア政府からも認可されていないヨアナ・ドゥミトレスク=ドレッティとの結婚か、自身の王権かのどちらかを放棄するよう促す手紙を送った。ニコラエは1937年に後者を選択した。
タタレスクは、党の統一を確実にするための妥協として、左派を中心に選ばれたコンスタンティン・I・C・ブラティアヌに敗北。この話題は、その後2年間にわたって議論された。1936年の党大会にて、タタレスクは党内で2番目のポジションである第一秘書に選出された。

### ヨーロッパでの政治
タタレスクの外交政策は、2つの異なる目標の両立であった。1つは、ソヴィエト連邦に対抗するためのポーランド・ルーマニア同盟の強化。もう1つは、小協商の維持、およびソヴィエト連邦との連携の強化によるナチス・ドイツの勢力拡大の抑制である。
1936年8月28日、タタレスクは外務大臣ニコラエ・ティトゥレスクを罷免し、ヴィクトル・アントネスク(ルーマニア語版)を就任させたが、これには非常に多くのルーマニア外交団から非難が殺到した。その後、数か月にわたって、ティトゥレスクを支持していた人々は事実上全員がリコールされた。この中にはそれ以外にも、ポーランド大使コンスタンティン・ヴィショイアヌ、国際連盟ルーマニア代表コンスタンティン・アントニアデ、ベルギー大使ディミトリエ・I・ギーカ、オーストリア大使カイウス・ブレディツェアヌなどがいた。しかし、アントン・ビベスクのようなタタレスクの政敵は、以前の職に戻された。その後ビベスクは、こういった活動がルーマニアの優越を向上させるものではないとルーマニアの同盟国に示すのを目的に、フランスやイギリスで選挙活動を行った。後にタタレスクは、これまでに築き上げられたルーマニアの外交ルートを放棄させたことで、自身の政党から非難されることとなった。
1937年初頭、タタレスクはポーランド外務大臣ユゼフ・ベックから提案された、チェコスロヴァキアへの支援の撤回とハンガリーとの和解を拒否した（なお、ルーマニアは翌年にチェコスロヴァキアへの支援を撤回し、ミュンヘン会談の直前に、その会談がチェコスロヴァキアの国境を保全するものではないということを暗に示した）。この提案には、小協商とソヴィエト連邦との密接な関係を築くためのチェコスロヴァキアのイニシアティブが付随していたのだが、同年に、チェコスロヴァキアのルーマニア大使ヤン・シェバが、ソヴィエト連邦との軍事同盟の締結（当時、ソヴィエト連邦とルーマニアは、ベッサラビアを巡って争っていた）や、ソヴィエト連邦の西部白ロシア及び西部ウクライナへの拡大を切望する内容の書籍を発行するという問題が発生。チェコスロヴァキア外務大臣のカミル・クロフタは、批判を受け止めて書籍に前書きを加え、のちにタタレスクがチェコスロヴァキア首相ミラン・ホッジャを訪ねた際に、シェバはプラハへ呼び出されることとなった。

### 鉄衛団とタタレスク
タタレスクは、鉄衛団と対峙する中で彼らへの圧力を和らげることを選び、引き換えにルーマニア共産党の活動の抑圧や、ルーマニア共産党のフロント企業（ソヴィエト連邦友の会(英語版)が代表的）の活動の非合法化に集中した。
1936年4月、彼と内務大臣イオン・インクレツはトゥルグ・ムレシュで開かれた青年集会を、ファシストの集会であると知りながら許可した。彼らは使節を集会に派遣し、特別に用意させた電車でトゥルグ・ムレシュへ移動した。この道中で、シナヤ駅(駅：英語版)のイオン・ドゥカを称えた記念碑を破壊している。トゥルグ・ムレシュに着くと、彼らは大衆の反セム主義感情をかき立てた。同年の6月に発生した死の部隊によるミハイ・ステレスクの殺害も、ここで命令されたものだと考えられている。
1937年2月に、鉄衛団員であった学生が、ヤシ大学の学長トライアン・ブラトゥに対して暴行する事件が発生。これは、スペイン内戦で斃れた鉄衛団副党首イオン・モツァ、鉄衛団員ヴァシレ・マリン両者の葬儀から始まった、鉄衛団による大衆的キャンペーンに影響されたものである。この事件を受けて、タタレスクは首相命令によって国中の大学を全て閉鎖させた。
同年末、鉄衛団からのタタレスクの圧倒的な支持の下、国王カロル2世と首相タタレスクの連携は、民主主義野党の中心であった民族農民党やブラティアヌ派国民自由党との選挙協定に繋がった（偶然にも、非合法化されていたルーマニア共産党が民族農民党の支援に回ることが協定以前に決定されていたため、ルーマニア共産党もこの合意に参加することとなった）。またこの協定では、カロル2世によるあらゆる手段での選挙への介入は阻止されることとなった。彼のこの協定政策は、国民自由党内の敵対者の怒りを増長させたため、彼はファシズム派政党のルーマニア戦線やドイツ人党との連携協定を締結した。
1937年12月に実施された選挙(英語版)は異例の結果となった。国民自由党やタタレスクらは、約36%の得票率を得て第一党となったが、得票差ボーナスの恩恵を受けることは出来なかった（40%の得票が必要）。一方で、極右政党は大きく躍進（「全てを祖国へ」の名前で参加した鉄衛団は、15.6%の得票を得て第3位の政党となった）。これにより、カロル2世は鉄衛団内閣の成立という危機に直面し、もしこの内閣が実現すれば、彼の方針が妨害されてしまうことは確実であった。そこで彼は、オクタヴィアン・ゴガ率いるキリスト教民族党へ組閣を依頼、同年12月28日にゴガによって新内閣が成立した。
結果として、タタレスクは第一秘書の職にこそ残れたものの党内での居場所を失くした。ゲオルゲ・ブラティアヌの優位を許し、1938年1月には、ブラティアヌを国民自由党副党首に選ばせることとなった。しかし1938年5月30日、ゴガによる敵対政党の抑圧策が失敗したのをきっかけに、タタレスクに支援されたカロル2世は全政党の解体を強行、民族再生戦線のみを新たに結成したのであった。

### ルーマニア再軍備
首相時代に、タタレスクはルーマニア軍の近代化に特に懸念を抱いていた。首相に就任した直後に、彼は軍需省を新たに設立して自ら軍需大臣に就任、その後、第三次内閣に至るまで3年以上に亘って在任し続けた。
1935年4月27日、首相タタレスクの下で十か年再軍備計画が発動した。この計画の下、シュコダ社の100mm榴弾砲を248門（1930年代中頃に支給）、150ｍｍ榴弾砲を180門(1936年から1939年頃に支給）入手し、126台のLT-35軽戦車と35台のAH-IV豆戦車を発注した。こうしたチェコスロヴァキアからの支給は、同年にナチス・ドイツが12機のフォッケウルフFw-58輸送機を注文し、4月から6月にかけて支給されたことに倣って行われた。またルーマニアは、ドイツから技術者を雇い、レシツァの工業地帯(英語版)から産出される資材を用いて、ガラツィに造船所を建設、1938年から1943年にかけて、マルスィヌル潜水艦やルカヌル潜水艦を設計した。1930年代初頭の「シュコダ事件」の後に、より良いレートで再開されたシュコダとの取引は、タタレスクの熱意と実力によるものとされたが、この取引は全くの無駄に終わってしまった。1937年末の首相交代までにルーマニアが入手できた戦車は、126台の軽戦車と35台の豆戦車のうち、それぞれたったの15台と10台だけであった。注文した車両分が全て届いたのは、1938年末から1939年初頭にかけてだった。
1936年に、ルーマニアはポーランドのPZL P.11戦闘機のライセンス生産を開始、95機がルーマニア航空工業にて製作された。また、1937年にはPZL P.24戦闘機の生産も開始され、1939年までに25機が製作された。

### 二度目の内閣成立
この状況下で、国民自由党は民族農民党のように名目上の秘密保持に対して積極的だったため、タタレスクは再び政権へと戻ったが、既に野党禁止文書へ署名をしていたために、1938年4月に国民自由党を追われ、その後数年に亘って、追放の正当性について争った。この追放劇は、民族農民党党首ユリウ・マニウが薦めたものと言われており、その後数年間、国民自由党はディヌ・ブラティアヌの閉じられた勢力圏となった。
タタレスクは、アレクサンドル・ヴァイダ＝ヴォエヴォドや前首相のコンスタンティン・アルジェトイアヌと並んで、有力な無所属のカロル2世支持者の一人となった。鉄衛団の弾圧ののち、民族再生戦線は、挙国一致内閣の組閣を目指して動いた。その目的は、第二次世界大戦開戦後にルーマニア国境における危機が増加することを考慮して、カロル2世の外交方針を支援することだった。1939年、タタレスクは権威主義がルーマニアに相応しいと主張し、カロル2世はルーマニアを戦火に巻き込まないようにしているという見方を支持した。タタレスク内閣はこの見方を反映して動いていたが、カロル2世はエルネスト・ウルダリアヌとミハイル・ゲルメジェアヌの手助けの下、鉄衛団と対話を始めていたのだった。
タタレスクは、第二次世界大戦のまやかし戦争からフランスの降伏まで職務に就いた。内閣はナチス・ドイツとの経済協定（この協定によって、ルーマニアの貿易は事実上ドイツの監視下に置かれた）を結び、ルーマニアとイギリス、フランスとの関係は悪化する一方だった。内閣はソヴィエト連邦へのベッサラビア、北部ブコヴィナの割譲（モロトフ=リベントロップ協定にて決定していた）や、カロル2世による対ドイツ融和政策によって崩壊し、イオン・ジグルトゥが後任となった。その後タタレスクは全体主義政党の国民党を用いて復興戦線を再構築しようとした。

### 第二次世界大戦
第二次ウィーン裁定によって北部トランシルヴァニア(英語版)がハンガリーへ割譲され、カロル2世による戦争に対する中立と領土保全の両方の失敗が明るみになり、ルーマニアは鉄衛団の独裁政権に支配されることとなった。
1940年11月26日、鉄衛団はカロル2世の下で活動していた政治家に対してジラヴァ虐殺と呼ばれる報復を開始した。タタレスクとコンスタンティン・アルジェトイアヌは2日目に捕らえられ処刑が決定されたが、ルーマニア警察の介入により救助され、警察官の多くは鉄衛団の民兵に対して敵意を抱くようになった。
戦時中に政界を離れてから初めのうちは、タタレスクは親ドイツ的な独裁体制を布くイオン・アントネスクに対して共感を抱いていた。アントネスク政権に対して敵対的なディヌ・ブラティアヌ)は、バルバロッサ作戦の際に奪還したベッサラビアへ、タタレスクがアントネスクと共に公式に赴いたことについて、「彼はああやって、挑発屋に賛同したのだ」と語った。当時、娘のサンドラ・タタレスク・ネグロポンテはルーマニア赤十字の救急車の運転手として働いていた。
最終的に、タタレスクはルーマニアの戦争からの離脱を目指した交渉に奔走する一方で、ルーマニア共産党との対話も始めた。それは、ルーマニアの必然的な敗北が待っている、という主張を支持してもらうための外交ルートを構築するものであった。彼は、ロンドンに亡命していたチェコスロヴァキア亡命政府大統領エドヴァルド・ベネシュと連絡をとった。既にリカルド・フランソヴィチやグリゴレ・ガンフェクらとルーマニアの問題について論じてきており、ルーマニアの主張を支持することにも賛成していたため、ベネシュは連合国に対してタタレスクの主張を伝えることにした。
後にタタレスクは、自身の外交手段とバルブ・シュティルベイの戦略を対比させた。初めはユリウ・マニウやディヌ・ブラティアヌらから拒絶された（彼らはシュティルベイを信用した）が、カイロでのイニシアティブが無益だと分かった後は、タタレスクの外交は比較的成功だった。ルーマニア社会民主党、耕民戦線、社会農民党(英語版)の3つの政党が、ルーマニア共産党によって作られた超党派的議員連合への加入と協力を受け入れ、1944年6月に不安定ながらも国家民主連合として始動した。ルーマニア革命も相まって、連合は8月にアントネスク政権を転覆させた。

### 共産主義者との協調
1944年末、ソヴィエト連邦の赤軍がルーマニアに侵攻し、連合国の一員となった頃に、タタレスクは国民自由党に復帰し、政党名簿にも名前が戻った。それにも関わらず、タタレスクは政党党首のディヌ・ブラティアヌやゲオルゲ・ブラティアヌに反抗し、1945年6月から7月にかけて自身の政党を形成した。ブラティアヌは国民自由党の指導者を招集し、鉄衛団時代の独裁政権への支持を根拠に、正式にタタレスクとその支持者を党から追放した。
ソヴィエト連邦による支配の中で、公に出ることが少なくなりながらも影響力を強めていたルーマニア共産党は、その支持を広げるために様々な勢力との連合の形成を模索していた。これを受けてタタレスクは、自身の勢力を社会自由主義を掲げる左派と宣言した一方で、ソヴィエト連邦と連合国によって維持される閉じられた関係を頼ることで、中道主義の人々を保護しようとした。国民自由党に所属していた社会主義者ニコラエ・ドゥミトル・コツェアが、共産主義者との合同勢力を代表していた。この合同に対して、ルーマニア共産党員のアナ・パウケルは賛成していたが、ほかの多くの共産党員は激しく反対した。ルーマニア共産党員ルクレツィウ・パトラシュカヌは「ブルジョワジーの中でも区別をつける」ことに賛成の立場を示しており、国民自由党の主流派との合同には肯定的であった一方で、タタレスク派に対しては「連中は詐欺師やごろつきや贈賄者の集まり」と酷評していた。
1945年に、ソヴィエト連邦からの圧力によってペトル・グローザが首相となった際、タタレスクは、グローザ内閣の外務大臣と副首相に就任した。他にもタタレスク派のメンバーが、財務大臣（ドゥミトル・アリマニシュテアヌ、ミルチャ・ドゥマ、アレクサンドル・アレクサンドリニ）、国土交通大臣（イオン・ゲオルゲ・ヴィントゥ）、商工大臣（ペトレ・ベジャン）、宗教大臣（ラドゥ・ロシュクレツ）に就いた。また、彼は1946年11月の選挙(英語版)において、アメリカから提案された「公正選挙計画」に応じず、間接的ながらルーマニア共産党による不正選挙を手助けすることになった。タタレスクは、パリ講和会議にルーマニア共産党党首ゲオルゲ・ゲオルギウ=デジとパトラシュカヌと共に参加し、ルーマニア平和条約の下で大ルーマニア構想を放棄することに合意した。

### 人民共和国の成立と余生
タタレスク派が国民自由党として始動した際に、タタレスク派とルーマニア共産党との間で緊張が発生したが、両者は新政権の下で財産と中流階級の保護を目指すことを宣言した。以下は、タタレスクが自身の主義について述べたものである。
「私は共産主義者ではない。私の人々や社会、財産に対する姿勢から言えば、共産主義者ではない。だから、私がこの国のために要求した対外政策の方針について、私の愛着や支持によって決定されたものだ、と非難される理由はない。」
また、ゲオルギウ＝デジは自身の回顧録にて、ルーマニア共産党とタタレスク国民自由党との関係について、「我々はあの資本主義者ども、タタレスクの連中を、我々の方から多めに見てやる必要があったのだ」と語った。
タタレスク自身は、ルーマニア共産党の掲げる政策に対しての支持を続けていた。1947年にアメリカ合衆国がルーマニア国内の反対勢力を武力鎮圧したことに対して、抗議声明を発したが、タタレスクはこれに対して強く非難した。そのような関係でありながら彼は同時期にグローザ内閣の批判文書を出版、ミロン・コンスタンティネスクによってルーマニア共産党の機関紙内で始められた攻撃の標的となった。結果として、ユリウ・マニウの人民裁判（タマダウ事件）において、タタレスクの省庁の官僚の政治謀略が主張された際に、職務怠慢によってやり玉にあげられることになった。ルーマニア共産党の機関紙『スクンティア』は、タタレスク国民自由党の全党員に関して、「腐敗物どもは全て包囲した、排除すべき」と記した。
1947年11月6日にタタレスクは罷免され、アナ・パウケルが後任を務めることになった。彼はルーマニア共産党の圧力によって自身の政党に追いやられ、1948年の1月には党首から降ろされた。後任はペトレ・ベジャンが務めることになり、その後はペトレ・ベジャン派国民自由党と呼ばれるようになった。タタレスクの最後の仕事は、マーシャル・プランの拒否文書に調印することであった。
1947年12月30日にルーマニア人民共和国の成立が宣言された後、ルーマニア共産党以外の政党は形骸化し、同年5月28日の選挙によって一党制が法定された。1950年5月5日にタタレスクは逮捕され、ステファン・タタレスクら3人の兄弟と協力者であったベジャンと共に、有名なシゲト刑務所に拘留された。パリに住んでいた息子のテュードル・タタレスクは、1950年以来統合失調症を患って施設に通わなければならなくなり、彼は1955年にそこで死亡した。娘のサンドラ・タタレスク・ネグロポンテも1950年に逮捕されたが、ヨシフ・スターリンが死亡したのと同時に、3年後に釈放された。
タタレスクの最後の公衆への露出の一つが、1954年のルクレツィウ・パトラシュカヌの裁判への、検察側証人としての出廷であった。その際に彼は、パトラシュカヌはタタレスクが首相の頃にルーマニア共産党に潜入していた、と主張した（死後にパトラシュカヌは名誉回復されている）。1955年に釈放され、その僅か2年後にブカレストにて死亡した。サンドラ・タタレスク・ネグロポンテによると、死因は拘留中に感染した結核であった。

## 参考
- “Documente inedite. România la finalul celui de-al doilea război mondial în Europa” (ルーマニア語). Magazin Istoric. (1995-06).
- “Romanian Defends Pre-Armistice Acts. Vice Premier Tatarescu [sic] Says He Backed Carol's Policies but Did Not Aid Nazis”. The New York Times. (1945年10月22日)
- A. Grant, Jonathan (2018). Between Depression and Disarmament: The International Armaments Business, 1919-1939. Cambridge University Press
- Argetoianu, Constantin (2006-09-23). “"Pleacă Tătărescu, vine Gigurtu” (ルーマニア語). Jurnalul Național.
- Betea, Lavinia. “Ambiția de a intra în istorie” (ルーマニア語). Magazin Istoric.
- Cioroianu, Adrian Mihai (2005). “Pe umerii lui Marx. O introducere în istoria comunismului românesc” (ルーマニア語). Editura Curtea Veche.
- Constantinescu, Ion (1971-07). “"Domnilor, vă stricați sănătatea degeaba..."” (ルーマニア語). Magazin Istoric.
- Frunză, Victor (1990). Istoria stalinismului în România. Humanitas. ISBN 973-28-0177-8
- Gallagher, Tom (2001). Outcast Europe: The Balkans, 1789-1989, from the Ottomans to Milošević. Routledge. ISBN 0-415-27089-8
- Gogan, Petru Popescu. “Memento!” (ルーマニア語). Memoria.ro. 2010年2月21日閲覧。
- Hitchins, Keith (1998). România, 1866-1947 (translation of the English-language edition Rumania, 1866-1947, Oxford University Press, USA, 1994). Humanitas. ISBN 0-19-822126-6
- Ionițoiu, Cicerone (1983). “Procesul Pătrășcanu”. Morminte fără cruce. Contribuții la cronica rezistenței românești împotriva dictaturii comuniste. Coresi
- Ornea, Zigu (1995). Anii treizeci. Extrema dreaptă românească. Editura Fundației Culturale Române. ISBN 973-9155-43-X
- Otu, Petre (2002-04). “Cazul Șeba” (ルーマニア語). Magazin Istoric.
- Pandrea, Petre (2001-07). “Carol II-Madgearu-Manoilescu” (ルーマニア語). Magazin Istoric.
- Petru, Cristian. “De la curtea regală la plivit de roșii, memoirs of Sanda Tătărescu Negropontes” (ルーマニア語). Jurnalul Național. 2004年12月25日時点のオリジナルよりアーカイブ。2010年2月21日閲覧。
- Potra, George G. (1998-06). “Reacții necunoscute la demiterea lui Titulescu. 29 August 1936: O "mazilire perfidă"” (ルーマニア語). Magazin Istoric.
- Rusan, Romulus. “Geografia și cronologia Gulagului romānesc ("Geography and Chronology of the Romanian Gulag")” (ルーマニア語). Sighet Memorial. 2010年2月21日閲覧。
- Scurtu, Ioan (2001). “"Politica: (...) culegi mai multă nedreptate decât răsplată". Rolul politic al Brătienilor în istoria României” (ルーマニア語). Dosarele Istoriei 1 (Ⅵ).
- Scurtu, Ioan. “Principele Nicolae așa cum a fost ("Prince Nicholas as He Was")” (ルーマニア語). Magazin Istoric 1 (Ⅵ).
- Tătărescu, Gheorghe (1926年). “Speech related to the events in Tatarbunary (held by Tătărescu as under-secretary for Internal Affairs)” (ルーマニア語). Memoria.ro. 2007年9月29日時点のオリジナルよりアーカイブ。2010年2月21日閲覧。
- Tejchman, Miroslav (2000-03). “Eduard Beneš și opoziția română (1941-1944)” (ルーマニア語). Magazin Istoric.
- Țurlea, Petre (2001). “Dinu Brătianu înfrânt de Gheorghe Tătărescu” (ルーマニア語). Dosarele Istoriei 1 (VI).
- Veiga, Francisco (1993). Istoria Gărzii de Fier, 1919-1941: Mistica ultranaționalismului. Humanitas. ISBN 973-28-0590-0
- Zamfirescu, Dragoș (1997). “Coordonatele unui fenomen politic românesc. Mișcarea Legionară: apariție și evoluție”. Dosarele Istoriei 4 (II).
- Zănescu, Ionel (2003-03). “Doi primari interbelici în slujba cetățeanului” (ルーマニア語). Magazin Istoric.